# Bitwa pod Arras (1940)
Bitwa pod Arras – starcie zbrojne stoczone 21 maja 1940 r. podczas kampanii francuskiej w czasie II wojny światowej. Po niemieckiej inwazji na Niderlandy 10 maja siły francuskie i brytyjskie wkroczyły do Belgii. Niemiecki plan Fall Gelb przekształcił się w szereg operacji odwracających uwagę sił alianckich w Holandii i Belgii, z głównym natarciem prowadzonym przez Ardeny. Jednostki niemieckie przekroczyły Mozę, nie czekając na posiłki w bitwie pod Sedanem i zamiast umocnić przyczółki na zachodnim brzegu, Niemcy rozpoczęli posuwanie się doliną Sommy w kierunku kanału La Manche.
Alianci zostali zaskoczeni tym posunięciem, a ich próby odcięcia wysuniętych szpic wojsk pancernych nieprzyjaciela we Francji przerodziły się w sporadyczne, nieskoordynowane kontrataki, które nigdy nie osiągnęły wystarczającej koncentracji sił, aby odnieść sukces, ponieważ główne armie alianckie znajdowały się wtenczas w Belgii. Ofensywa pod Arras została zaplanowana przez Brytyjczyków i Francuzów w celu zmniejszenia nacisku na garnizon brytyjski w tym mieście i nie była skoordynowana z atakiem Francuzów na niemiecki „korytarz pancerny” z południa.
Ograniczona dostępnymi siłami, anglo-francuska ofensywa została rozpoczęta przez niewielkie, mieszane oddziały brytyjskich i francuskich czołgów oraz piechoty, które ruszyły do ataku na południe od Arras. Początkowo alianci zdobyli zamierzone cele pierwszego etapu ofensywy i rozproszyli wiele niemieckich jednostek, ale po pokonaniu 10 km zostali zmuszeni do wycofania się, aby uniknąć okrążenia po zapadnięciu zmroku. Atak zakończył się niepowodzeniem, ale miał nieproporcjonalny do swojej skali wpływ na zachowanie Adolfa Hitlera i Oberkommando der Wehrmacht.
Zaniepokojenie kolejnymi anglo-francuskimi kontratakami na korytarz pancerny przed dogonieniem wysuniętej szpicy wojsk przez niezmotoryzowane niemieckie dywizje piechoty doprowadziły Hitlera do rozkazu zatrzymania ataku sił pancernych do czasu opanowania sytuacji pod Arras. Alianci wykorzystali tę przerwę, aby wzmocnić porty nad kanałem La Manche, zapobiec ich szybkiemu przejęciu przez wroga i umocnić zachodnie podejścia do Dunkierki przed przybyciem Niemców, umożliwiając tym samym ewakuację sił brytyjskich i części francuskich w operacji Dynamo.

## Tło sytuacyjne

### Kampania francuska
Grupa Armii A gen. Gerda von Rundstedta pokonała Francuzów w bitwie pod Sedanem w dniach 12–15 maja i przekroczyła Mozę. Francuski kontratak w bitwie pod Montcornet 17 maja przeprowadzony przez 4 Dywizję Kirasjerów pod dowództwem pułkownika Charles’a de Gaulle’a na południu został powstrzymany przez improwizowaną obronę Niemców i 10 Dywizję Pancerną, która zaatakowała na francuskiej flance. Niemieckie kontrataki były wspierane przez Fliegerkorps VIII gen. Wolframa von Richthofena, a Francuzi stracili 32 czołgi i pojazdy opancerzone. 19 maja, po otrzymaniu posiłków, kirasjerzy ponownie zaatakowali i zostali odparci, tracąc 80 ze 155 swoich pojazdów, z czego większość strat spowodowały samoloty Fliegerkorps VIII, które zaatakowały jednostki francuskie, gdy te gromadziły się, by zaatakować flanki jednostek niemieckich. Pod koniec bitwy pod Montcornet większość francuskiej 9 Armii nad Mozą rozpadła się pod wpływem niemieckich ataków z powietrza.
Niemieckie szpice przedarły się przez lukę Péronne–Cambrai i zagroziły Boulogne oraz Calais, przecinając linie komunikacyjne wojsk alianckich 1 Grupy Armii generała Gastona Billotte'a w Północno-Wschodnim Teatrze Operacyjnym (gen. Alphonse Joseph Georges), oddzielając je od głównych sił francuskich na południe od Sommy. 19 maja generał Edmund Ironside, brytyjski szef Imperialnego Sztabu Generalnego, naradził się z Lordem Gortem, dowódcą Brytyjskich Sił Ekspedycyjnych (BEF), w swojej kwaterze głównej niedaleko Lens i przekonywał Gorta, że jedyną szansą na ocalenie BEF jest atak w kierunku Amiens na południowym zachodzie, lecz Gort miał wówczas tylko dwie dywizje dostępne do ataku. Ironside spotkał się także z Billotte'em, najwyraźniej uznając go za niezdolnego do podjęcia takich działań. Wkrótce po tym Ironside wrócił do Wielkiej Brytanii i zarządził pilne przygotowania do odparcia niemieckiej inwazji na Wyspy Brytyjskie.
Rankiem 20 maja gen. Maurice Gamelin, naczelny dowódca francuskich sił zbrojnych, rozkazał armiom uwięzionym w Belgii i północnej Francji, aby przesuwały się na południe, w celu połączenia się z siłami francuskimi atakującymi na północ od rzeki Sommy. Wieczorem 19 maja francuski premier Paul Reynaud zwolnił Gamelina i zastąpił go gen. Maxime'em Weygandem. Weygand anulował rozkazy swojego poprzednika, lecz po pewnym czasie zarządził podobną kontrofensywę z północy i południa na niemiecki „korytarz pancerny”, aby wyrwać z kotła okrążone armie. Na północy Brytyjczycy połączyli dostępne siły z 50 Dywizją Zmotoryzowaną Northumbrian, która utrzymywała obszar Vimy, tworząc improwizowaną grupę bojową o kryptonimie Frankforce. Miała ona za zadanie utrzymywać linię rzeki Scarpe na wschód od Arras z 5 Dywizją Piechoty, podczas gdy reszta sił brytyjskich miała zaatakować na południe od Arras, a nowa francuska 3 Grupa Armii gen. Antoine-Marie-Benoît Bessona na północ od Sommy.
Król Belgii Leopold III powiedział Gortowi, że nie spodziewa się, aby BEF zaryzykowała własnym bezpieczeństwem w celu utrzymania kontaktu z armią belgijską, ale ostrzegł Brytyjczyków, że jeśli będą kontynuować ofensywę na południe, linie belgijskie zostaną nadmiernie rozciągnięte i upadną. Leopold zasugerował, że alianci powinni zamiast tego ustanowić przyczółek obejmujący Dunkierkę i porty na kanale belgijskim. BEF wzmocniła jednak siły pod Arras, mimo że Gort miał wątpliwości co do francuskiego planu.
Gen. Billotte brał udział w spotkaniu dowódców w Ypres od 19 do 21 maja. W drodze powrotnej do swojej kwatery miał wypadek drogowy, zapadł w śpiączkę i wkrótce potem zmarł, pozostawiając aliancką 1 Grupę Armii bez dowódcy na trzy dni; mniej więcej w tym czasie Brytyjczycy zdecydowali się ewakuować swoje siły z portów nad kanałem La Manche.

## Preludium

### Niemiecki postęp

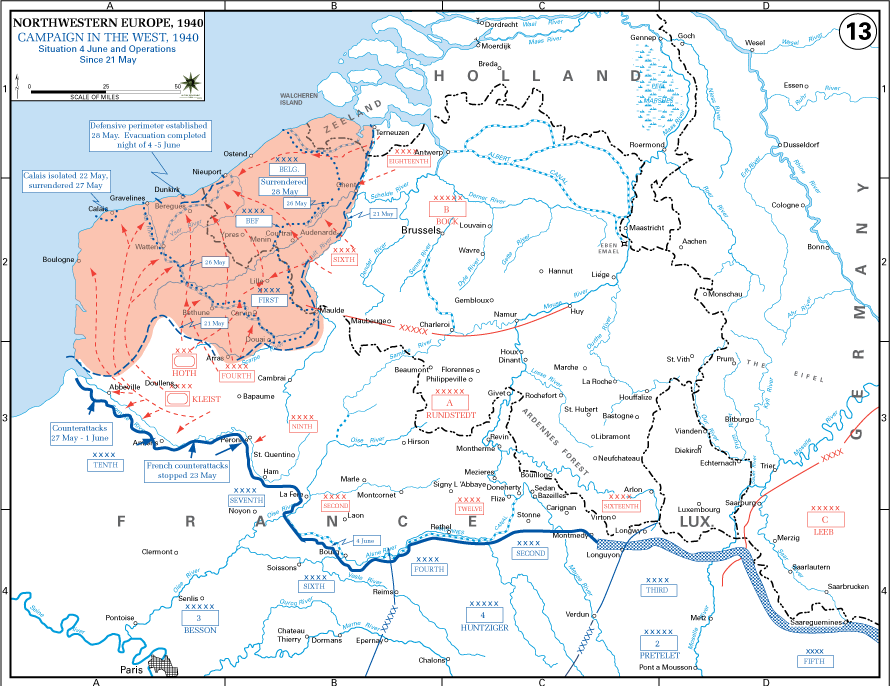
Sytuacja na froncie z 4 czerwca 1940 r. z zaznaczonymi działaniami ofensywnymi prowadzonymi od 21 maja

Niemiecka 7 Dywizja Pancerna gen. maj. Erwina Rommla zdobyła Cambrai i ruszyła w kierunku obszaru na południe od Arras. Rankiem 21 maja jednostka otrzymała rozkaz, by okrążyć Arras od zachodu i zaatakować na północy, przejmując przeprawy przez rzekę Scarpe w Acq, co było ryzykownym manewrem, ponieważ prawa flanka dywizji byłaby wtedy narażona na kontratak z Arras. 5 Dywizja Pancerna gen. por. Maxa von Hartlieb-Walsporna miała zaatakować, aby odciążyć 7 Dywizję Pancerną, lecz jednostka ta była opóźniona i nigdy nie zdołała wykonać tych rozkazów. Rommel rozkazał 25 Pułkowi Pancernemu rozpoznanie walką w kierunku Acq na 10 km do przodu, a później wysłał tam także dwa pułki piechoty zmotoryzowanej, co pozostawiło większość dywizji bez czołgów. Rommel prowadził atak, lecz wycofał swoje wysunięte siły około godziny 16:00, kiedy piechota nie zdołałą dotrzeć na pozycje sił zmotoryzowanych, a 7 Pułk Fizylierów został zaatakowany przez alianckie czołgi i piechotę.

### Alianckie przygotowania ofensywne
Gen. Georges rozkazał gen. François d'Astier de La Vigerie, dowódcy francuskich sił powietrznych Północnego Teatru Operacyjnego udzielenie wsparcia z powietrza brytyjskiemu atakowi, ale nie przesłał żadnych szczegółów planowanej akcji, jego celów ani nawet godziny rozpoczęcia ataku. D'Astier nie był również w stanie skontaktować się z kwaterą główną 1 Armii, ani z kwaterą główną Komponentu Lotniczego RAF przy Brytyjskich Siłach Ekspedycyjnych, która była nieczynna, ponieważ wracała do baz w Anglii. Francuskie samoloty rozpoznawcze zostały zestrzelone lub przepędzone do godziny 16:00, kiedy to przedostały się do Arras i nie wykryły żadnej aktywności wokół Cambrai. Gen. dyw. Harold Franklyn, dowódca brytyjskiej 5 Dywizji Piechoty, dowodził teraz Frankforce, grupą bojową zaimprowizowaną ze swojej dywizji, 50 Dywizji Zmotoryzowanej Northumbrian gen. maj. Giffarda Martela i 74 czołgów 1 Armijnej Brygady Pancernej. Frankforce przeniósł się w okolice Vimy, na północ od Arras, aby wzmocnić aliancki garnizon w tym mieście przed kontratakiem na południe, w celu przerwania niemieckiej komunikacji w tym rejonie. Franklyn oddzielił po jednej brygadzie z 5 Dywizji Piechoty i 50 Dywizji Zmotoryzowanej, które miały tylko dwie zamiast etatowych trzech brygad każda. Franklyn nie był świadomy francuskiego ataku na północ w kierunku Cambrai, a Francuzi nie wiedzieli o brytyjskim ataku na południe w stronę Arras.
Franklyn miał wsparcie francuskiego Korpusu Kawalerii gen. por. René Priouxa z francuskiej 1 Armii, która walczyła w bitwie pod Hannut (12-14 maja) z czołgami kawalerii Somua S-35. Wiele czołgów 1 Lekkiej Dywizji Zmechanizowanej zostało zniszczonych we wcześniejszych walkach, a resztę rozdzielono pomiędzy dywizje piechoty i nie można ich było ponownie zebrać na czas, pomimo gróźb kierowanych pod adresem oficerów liniowych, którzy odmówili zwolnienia czołgów ze swoich dywizji. Do 21 maja Prioux mógł dostarczyć tylko kilka czołgów z 3 Lekkiej Dywizji Zmechanizowanej. Atak miał być przeprowadzony przez dwie francuskie i dwie brytyjskie dywizje piechoty, lecz Frankforce liczyła tylko około 15 000 żołnierzy, po oderwaniu brygad do obrony Arras, rzeki na wschodzie i z rezerwy. Obronne ustawienie wojsk pozostawiło w rezerwie tylko 6. i 8. batalion ze 151 Brygady Pułku Lekkiej Piechoty Durham, a także 13 Brygadę Piechoty, wspierającą 4 Królewski Pułk Czołgów i 7 Królewski Pułk Czołgów, w sile około 2000 ludzi i 74 czołgów. 58 z tych czołgów były to Matilda Is, grubo opancerzone, ale wyposażone tylko w karabin maszynowy, a zaledwie 16 czołgów to nowsze Matilda II, bardzo dobrze opancerzone i uzbrojone w 2-funtowe działo oraz karabin maszynowy.

### Plan aliantów

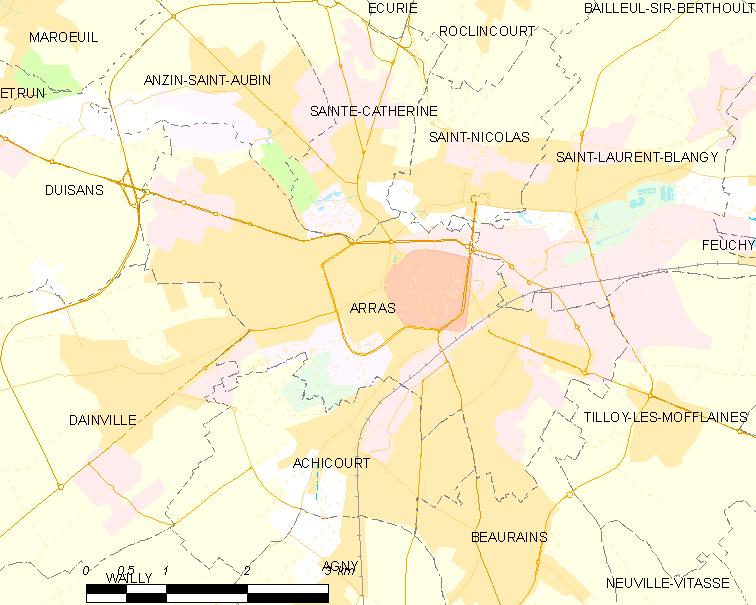
Współczesna mapa okolic Arras

Pierwotne instrukcje przekazane Franklynowi dotyczyły zaplanowania ograniczonego ataku na południe od Arras w celu odciążenia garnizonu miasta. Zmiany dokonane przez Ironside'a w celu bardziej ambitnego, połączonego ataku z Francuzami nie zostały przekazane Franklynowi, który użył większości Frankforce do obrony, aby wzmocnić Arras i odciążyć francuski Korpus Kawalerii na wschód od miasta. Martel otrzymał rozkaz zaplanowania ataku, którego celem było: 

...oczyść i przejmij obszar na południe od rzeki Scarpe, obejmujący południowe obrzeża Arras, w tym Pelves i Monchy, stamtąd linię rzeki Cojeul aż do Arras – Bapaume.
- Ellis

Był to obszar o powierzchni ponad 100 km². Siła oparta na 151 Brygadzie Piechoty (brygadier J. A. Churchill) miała ruszyć z zachodu Arras i ruszyć w kierunku rzeki Cojeul; 13 Brygada Piechoty (brygadier Miles Dempsey) z 5 Dywizji Piechoty miała wtedy przekroczyć rzekę i ruszyć na południe od wschodniej strony Arras, aby spotkać się ze 151 Brygadą Piechoty. Prawa kolumna złożona z 7 Królewskiego Pułku Czołgów, 8. batalionu Lekkiej Piechoty Durham, 365. baterii 92 Pułku Polowego Artylerii Królewskiej, 260. baterii 65 Pułku Przeciwpancernego Artylerii Królewskiej Norfolk Yeomanry, plutonu Kompanii Przeciwpancernej ze 151 Brygady i pluton zwiadowców motocyklowych z 4. batalionu Pułku Fizylierów Northumberland oraz lewa kolumna złożona z 4 Królewskiego Pułku Czołgów, 6. batalionu Lekkiej Piechoty Durham, 368. baterii 92 Pułku Polowej Artylerii Królewskiej, 206. baterii 52 Pułku Przeciwpancernego Artylerii Królewskiej, plutonu Kompanii Przeciwpancernej ze 151 Brygady oraz jednej kompanii i plutonu zwiadowczego z 4. batalionu Pułku Fizylierów Northumberland miały przekroczyć drogę Arras – Doullens o godzinie 14:00, co oznaczało, że piechota musiałaby wykonać marsz na dystansie 13 km, aby dotrzeć do pozycji wyjściowej, drogami wypełnionymi przez uchodźców.

## Bitwa

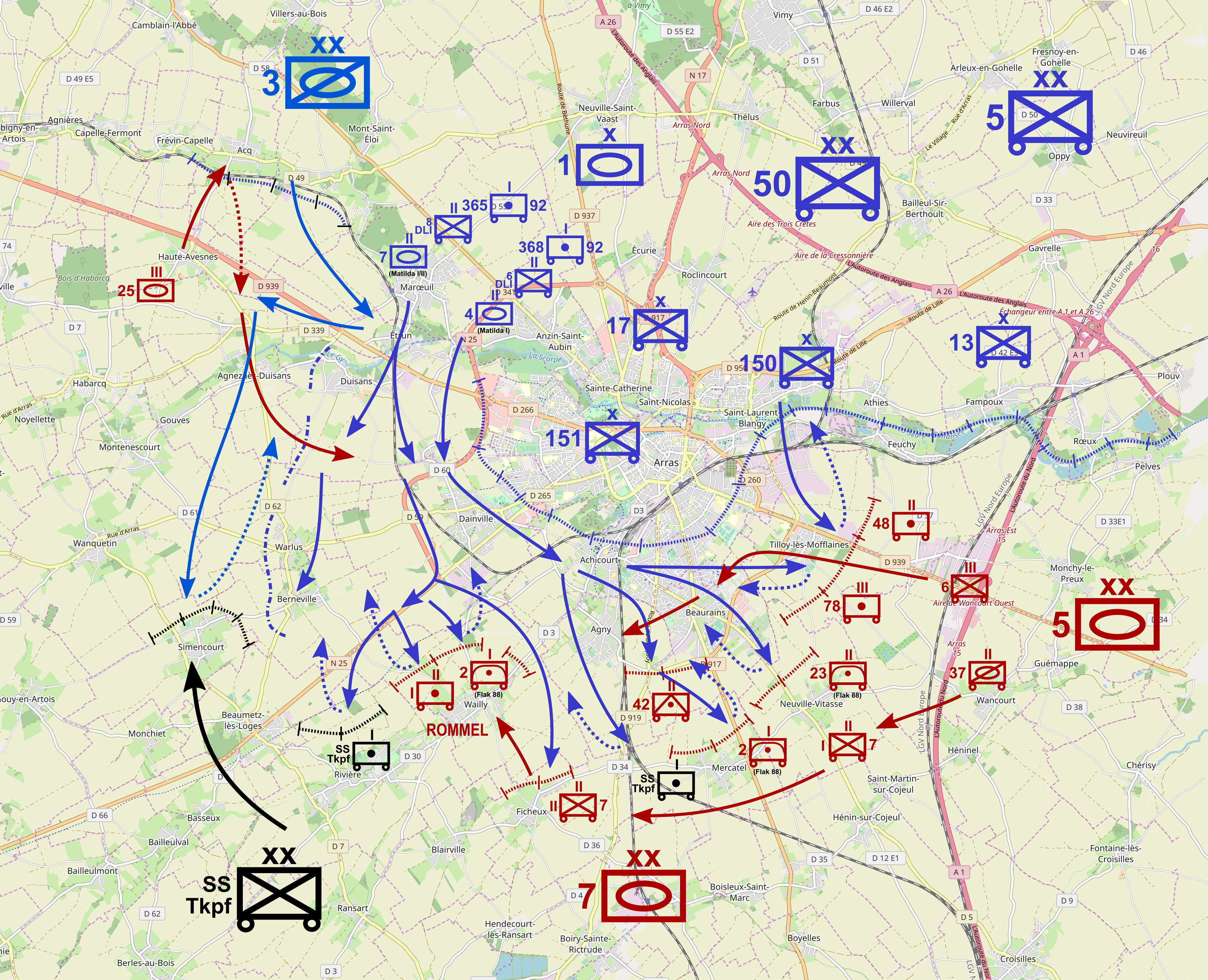
Schemat bitwy pod Arras: Francuzi zaznaczeni na niebiesko, Brytyjczycy na ciemnoniebiesko, Wehrmacht na czerwono, Waffen-SS na czarno

### 3 Lekka Dywizja Zmechanizowana
Manewr 3 Lekkiej Dywizji Zmechanizowanej w celu zasłonięcia prawej flanki sił brytyjskich również był słabo przygotowany, z niewystarczającymi środkami łączności, a Francuzom nie powiedziano o czasie i kierunku brytyjskiego ataku. W zamieszaniu doszło do wymiany ognia pomiędzy francuskimi czołgami Somua, a brytyjskimi działami przeciwpancernymi pod miejscowością Warlus. Od bratobójczego ognia zostało zniszczone jedno działo przeciwpancerne, brytyjska załoga zginęła, a kilka francuskich czołgów otrzymało trafienia, zanim sojusznicy zorientowali się, że walczą przeciwko sobie. Wieczorem siły francuskie, z około sześcioma czołgami Somua, przystąpiły do walki z niemieckim 25 Pułkiem Pancernym na południe od Duisans. Brytyjskie wojska rozpoczęły odwrót i zanim niemieckie czołgi przedarły się przez obronę Francuzów, Brytyjczycy uciekli.

### Prawa kolumna
Czas, jaki zajął piechocie dotarcie na pozycje wyjściowe do ataku, przez tamujące ruch kolumny uchodźców na drogach, praktycznie nie pozwolił na przestudiowanie rozkazów lub rozpoznanie pozycji nieprzyjaciela przed przystąpieniem do akcji. Marœuil było bombardowane, gdy 50 Dywizja Zmotoryzowana Northumbrian rozpoczęła swoje natarcie. Prawa kolumna ruszyła o 14:30 i została ostrzelana z broni ręcznej z pobliskiego lasu. Kolumna musiała przejść przez Duisans, który było zajęte przez niemiecką piechotę, a francuskie załogi czołgów po prawej stronie meldowały o czołgach niemieckiego 25 Pułku Pancernego 7 Dywizji Pancernej na zachodzie. Dwie kompanie 8. batalionu Lekkiej Piechoty Durham i dwaj żołnierze z 260. baterii przeciwpancernej zostali pozostawieni do obsadzenia wioski, a następnie wyczerpana kolumna zdobyła Warlus w obliczu coraz silniejszego oporu i musiała zostawić kolejny garnizon za sobą. Berneville na południu również zostało zdobyte, a grupa 7 Królewskiego Pułku Czołgów i 8. batalionu Lekkiej Piechoty Durham ruszyła na drogę Arras – Doullens, gdzie spotkała elementy 7 Pułku Fizylierów i żołnierzy Dywizji SS „Totenkopf”.
Brytyjczycy zostali zmuszeni do ukrycia się przez ostrzał z karabinu maszynowego i moździerzy, a Luftwaffe atakowała prawą kolumnę przez dwadzieścia minut. Samoloty Ju 87 Stuka należące do I i III Gruppen, Sturzkampfgeschwader 2 zbombardowały siły brytyjskie w Arras. Ponadto maszyny z I Gruppe, Sturzkampfgeschwader 77 zbombardowały pozycje piechoty na północ od Arras. Alianckie czołgi nacierały dalej, a następnie dotarły do Wailly, gdzie starły się z oddziałami Dywizji „Totenkopf”. Wysunięta szpica poniosła wiele strat, wycofała się do Warlus, a niemieckie czołgi kontratakowały w kierunku Warlus i Duisans. Niemieckie kontrataki zostały odparte, ale udało im się przeciąć drogę pomiędzy wioskami, przez co prawa kolumna wojsk brytyjskich nie była w stanie dalej posuwać się do przodu.

### Lewa kolumna
Lewa kolumna również napotkała opór, gdy tylko ruszyła naprzód, lecz przebiła się przez pozycje 6 Pułku Fizylierów w Dainville. Kolejne 3,2 km dalej, w Achicourt, sześć Matyld przełamało linię dział przeciwpancernych, a następnie kolumna kontynuowała natarcie do Agny i Beaurains, po czym cała grupa dotarła do Wancourt nad rzeką Cojeul. Piechota obsadziła Agny i Beaurains, a 4 Królewski Pułk Czołgów odpierał niemieckie kontrataki sił pancernych i 7 Pułku Fizylierów na prawym skrzydle 7 Dywizji Pancernej; Brytyjczycy zajęli następnie teren na południe od Beaurains. Przez całe popołudnie trwały walki pomiędzy Mercatel a Tilloy, gdzie czołgi natrafiły na linię dział przeciwpancernych i przeciwlotniczych, w tym potężne działa kal. 88 mm, a wiele czołgów zostało zniszczonych. Pojedyncze maszyny przedarły się dalej, ale nie było rezerw wystarczających, aby skonsolidować i wykorzystać ich sukces, a natarcie zostało zatrzymane w kosztownych dla aliantów walkach. Na wschód od Arras 150 Brygada Piechoty zaatakowała przez Scarpe w kierunku Tilloy, a 13 Brygada Piechoty zajęła przyczółek dalej na wschód, gotowa do drugiej fazy ataku Frankforce.

### 7 Dywizja Pancerna

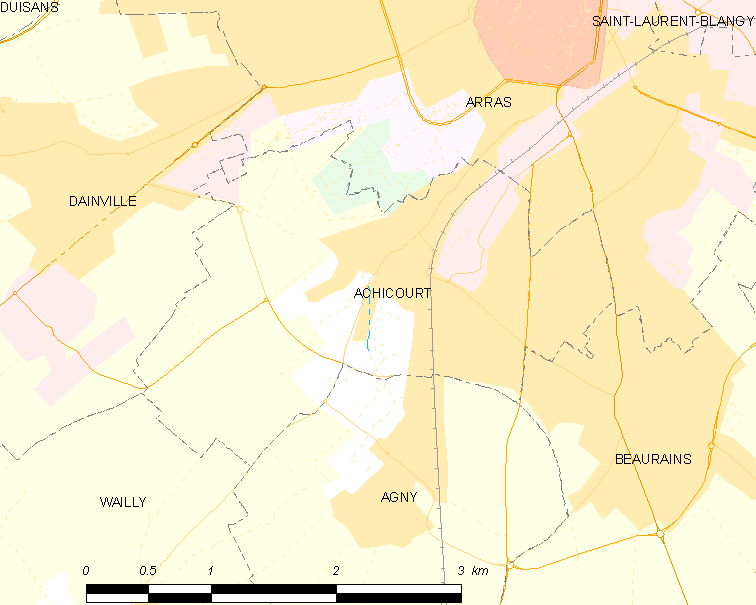
Współczesna mapa Agny i okolic

6 Pułk Fizylierów został zaatakowany podczas zbliżania się do Agny przez brytyjską kolumnę zbliżającą się z Dainville, która zniszczyła kilka pojazdów; więcej brytyjskich czołgów zaatakowało z północy i zaskoczyło konwoje pułków ciągnące się wzdłuż drogi na ich prawej flance. Niemiecki 42. batalion przeciwpancerny został rzucony na obszar pomiędzy Agny i Beaurains, ale został odparty przez brytyjskie czołgi. Po przebiciu się przez pozycje 6 Pułku Fizylierów, zaatakowali transport 7 Pułku Fizylierów pomiędzy Mercatel i Ficheux, a następnie ruszyli dalej, wprawiając zmotoryzowaną Dywizję „Totenkopf” w zamęt i prawie opanowując jej kwaterę główną. Kiedy brytyjskie czołgi przebiły się przez niemiecką obronę przeciwpancerną, piechota, zachęcona przez Rommla, utrzymywała nadal swoje pozycje, nawet po tym, jak brytyjskie czołgi przetoczyły się pomiędzy działami przeciwpancernymi.
Około godziny 16:00 II batalion 7 Pułku Fizylierów został zaatakowany przez około 40 brytyjskich czołgów, które znalazły się pod ostrzałem artylerii na wzgórzu 111, około 1 km na północny zachód od Wailly. Niemieckie działa przeciwlotnicze kal. 88 mm zniszczyły kilka czołgów Matilda I. Niektóre większe czołgi Matilda II uszły bez szwanku poruszane, a niemieckie pociski odbijały się od ich pancerza. Czołgi te zniszczyły niemieckie działa przeciwpancerne ogniem dział i przetoczyły się po nich, zabijając załogi. Brytyjskie czołgi zostały ostatecznie zatrzymane przed wzgórzem 111 przez ogień z innej baterii artyleryjskiej, lecz maszyny omijały ten obszar po obu stronach. Na południowym skrzydle 7 Dywizji Pancernej zaatakowano Dywizję „Totenkopf”, a część żołnierzy Waffen-SS uciekła w panice.

### Odwrót aliantów
Maksymalna głębokość brytyjskiego natarcia wyniosła 16 km; wzięto 400 niemieckich jeńców, zniszczono wiele czołgów i innego sprzętu, ale stracono dwa czołgi Matilda II. Tylko 26 czołgów Matilda Is nadal było sprawnych, a dowódcy obu batalionów pancernych zginęli; wieczorem Franklyn nakazał wycofać obie kolumny. Francuska czołgi kawalerii pozostały w pobliżu Warlus, zostały otoczone nocą i tylko nielicznym udało się wyrwać. Piechota prawej kolumny w Warlus została uratowana, ponieważ sześć francuskich czołgów ruszyło z dwoma opancerzonymi pojazdami piechoty i przedarło się przez niemieckie pozycje na drodze Warlus – Duisans. Garnizon w Duisans także wycofał się po zmroku na transporterach Universal Carrier z 9. batalionu Lekkiej Piechoty Durham, osłaniany ogniem działa przeciwpancernych rezerwy brygady w Marœuil. Żołnierze lewej kolumny w Agny i Beaurains zostali zbombardowani, a następnie zaatakowani przez czołgi podczas wycofywania się; jedna drużyna zgubiła drogę, lecz ostatecznie dotarła do Boulogne. Niemiecka 7 Dywizja Pancerna walczyła przez całą noc na południe od Dainville, z wysuniętymi oddziałami piechoty w pobliżu południowego brzegu Scarpe.

## Następstwa

### Analiza

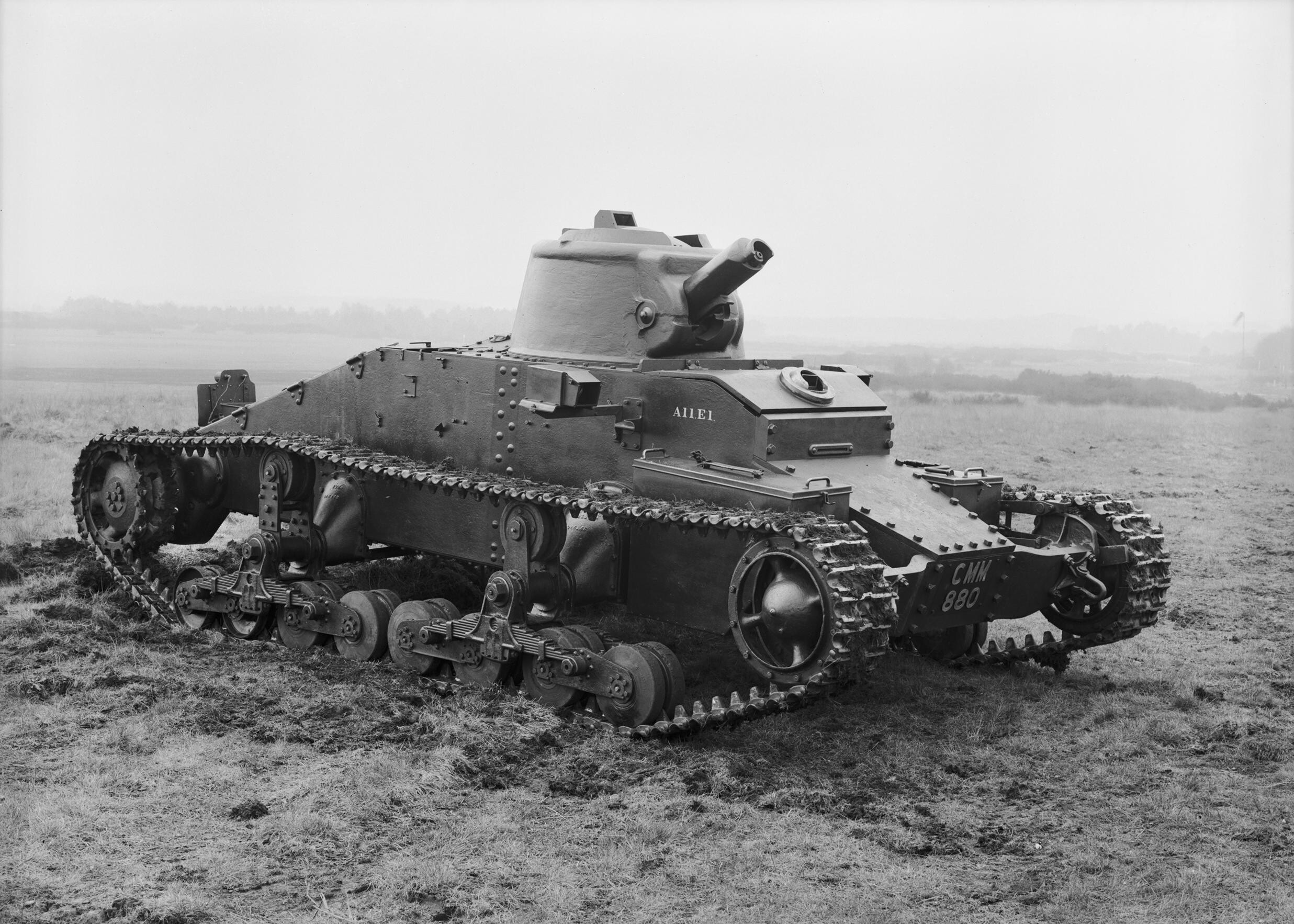
Czołg Matilda I wyposażony tylko w karabin maszynowy

W 1953 roku Lionel Ellis, oficjalny historyk brytyjski napisał, że atak na Arras odniósł sukces w złagodzeniu niemieckiej presji na miasto i opóźnieniu okrążenia Brytyjskich Sił Ekspedycyjnych. Tereny pomiędzy Arras a Cojeul zostały ponownie zajęte i nie doszło do poważnego niemieckiego ataku na miasto, a Rommel na wszelki wypadek twierdził, że zaatakowało go pięć dywizji. Poza opóźnieniem niemieckich postępów i licznymi stratami zadanymi Niemcom, atak był skazany na niepowodzenie bez siły wystarczająco potężnej, aby kontynuować natarcie i skonsolidować zajęty teren. Von Rundstedt, dowódca Grupy Armii A, chciał, aby dywizje pancerne odpoczęły po walkach 20 maja. W 1978 Matthew Cooper napisał, że atak na Arras skłonił niemieckich wyższych dowódców ku decyzji o kontynuowaniu ataków na północ, w celu zajęcia portów nad kanałem La Manche.
Atak na południowym zachodzie został odrzucony, a OKH nakazało Panzergruppe von Kleist zająć Boulogne i Calais, oddalone o około 80 km. Obawa przed kolejnym atakiem aliantów spowodowała, że von Rundstedt nakazał Panzergruppe Hoth pozostać na pozycji, XLI Korpus Reinhardta wysłał dywizję na wschód jako środek ostrożności, a gen. Ewald von Kleist skierował 10 Dywizję Pancerną i elementy 1 Dywizji Pancernej oraz 2 Dywizji Pancernej z XIX Korpusu Guderiana z zadaniem utrzymania przyczółka nad Sommą, co od początku spowolniło natarcie na Dunkierkę. XIX Korpus zaatakował ponownie o godzinie 8:00 22 maja, ale nadal był spowalniany przez paraliż w dowództwie niemieckim; Rundstedt nakazał zignorować instrukcje OKH, a natarcie na Boulogne i Calais odłożyć na później. O 12:40 von Rundstedt odwołał swój własny rozkaz, ale przez pięć godzin czołgiści czekali na rzece Amache.

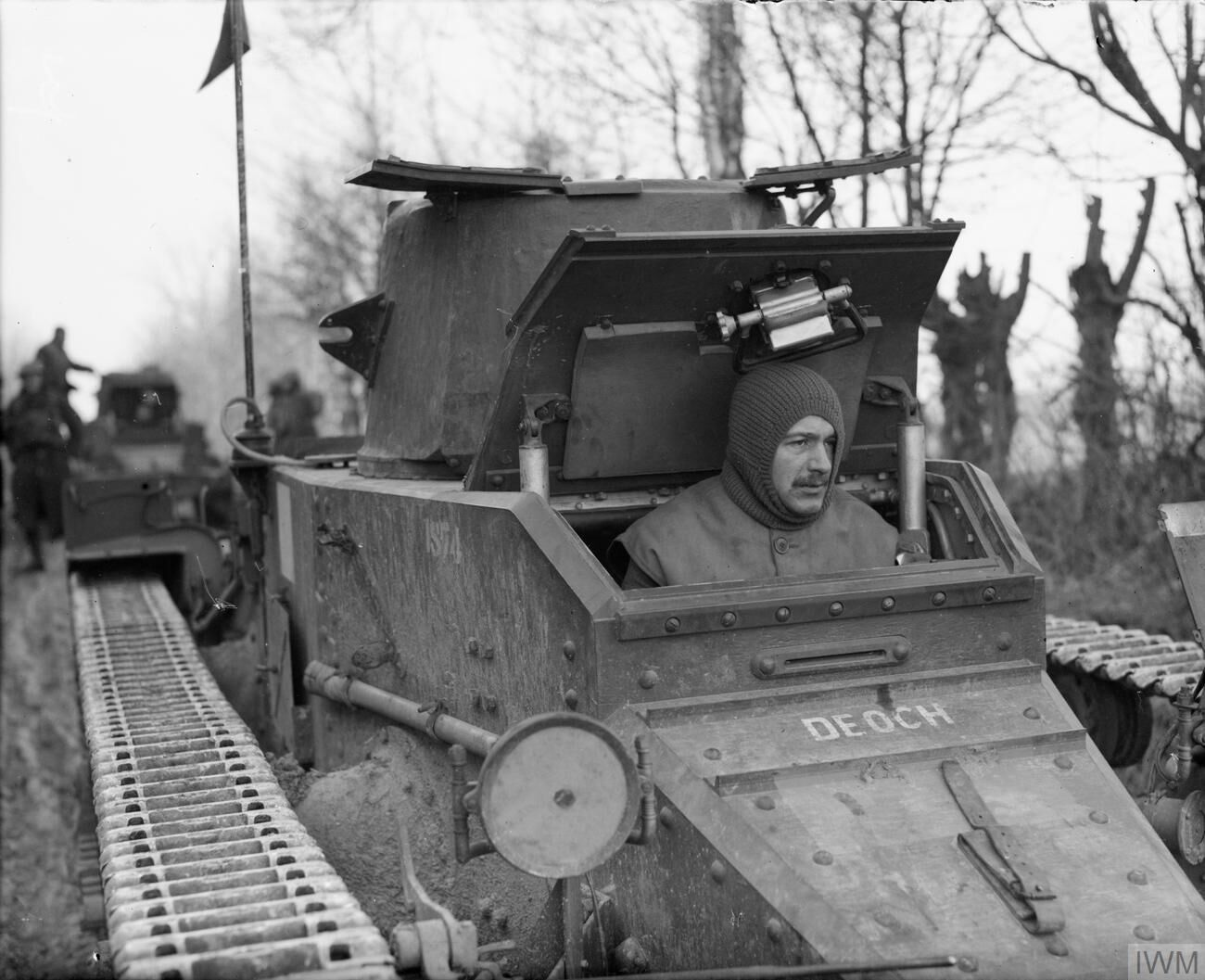
Matilda I we Francji. Widoczny ciasny przedział kierowcy i właz zasłaniający wieżę

W 2005 roku Karl-Heinz Frieser napisał, że planowanie aliantów było godne uwagi ze względu na niepowodzenie w przecięciu korytarza pancernego, gdy nie było wystarczającej liczby niemieckich dywizji zmotoryzowanych, aby skonsolidować się za dywizjami pancernymi, a dywizje niezmotoryzowane były kilka dni marszu stamtąd. Korytarz w Arras miał tylko 40 km szerokości i był podatny na manewry szczypcowe; alianci mogli osiągnąć clausewitzowskie kontr-okrążenie i odciąć czołgi na wybrzeżu kanału. Halder był skłonny zaryzykować, ponieważ alianci nie byli w stanie osiągnąć szybkiego tempa operacji. Atak aliantów został powstrzymany, ponieważ Rommel zaimprowizował linię dział składającą się z armat przeciwpancernych i przeciwlotniczych, które zdołały powstrzymać niektóre lżejsze brytyjskie czołgi; natomiast czołgi piechoty, zwłaszcza Matilda II, okazały się bardzo trudne do zniszczenia standardowym działem przeciwpancernym 37 mm.
Rommel wykorzystał również technologię bezprzewodową, aby szybko utworzyć kolejną linię dział, którą można było zmontować z artylerii przeciwpancernej i kilku dział przeciwlotniczych kal. 88 mm, znajdujących się wcześniej znacznie dalej, co w ciągu kilku minut zaowocowało zniszczeniem 24 czołgów na płaskim terenie między Mercatel a Tilloy. Tuż po 18:00 przybyły Ju 87 Stuka z Fliegerkorps I i VIII, które wykonały 300 ataków na wycofujące się czołgi do 20:30. Rommel rozkazał 25 Pułkowi Pancernemu wrócić i odciąć brytyjskie siły pancerne, ale na południe od Duisans napotkał francuskie czołgi osłaniające brytyjską prawą flankę i przedarł się dopiero po długim i kosztownym starciu. Kiedy niemieckie czołgi przebiły się przez brytyjską linię dział przeciwpancernych między Duisans a Warlus, brytyjskie czołgi już wróciły. Brytyjski atak przerodził się w katastrofę i tylko 28 z 88 czołgów wróciło na linię wyjściową. 6 Dywizja Pancerna zasygnalizowała, że „silne siły nieprzyjaciela dokonały wyłomu”, co wywołało zaniepokojenie Panzergruppe von Kleist. Kleist rozkazał 6 i 8 Dywizji Pancernej odejść na wschód, aby przeciwstawić się wyłomowi aliantów. W następstwie tego Niemcy potraktowali bitwę pod Arras jako niewielką porażkę aliantów.

### Straty
Rommel zanotował w swoim dzienniku, że jego dywizja straciła 89 zabitych, 116 rannych i 173 zaginionych oraz wziętych do niewoli w ciągu pierwszych czterech dni operacji, w tym przeprawy przez Mozę, chociaż 90 z zaginionych wróciło do swoich jednostek. W 1953 r. brytyjski historyk Lionel Ellis zacytował dziennik wojenny 7 Dywizji Pancernej, w którym odnotowano utratę dziewięciu czołgów średnich i kilku lekkich, 378 zabitych lub rannych oraz 173 zaginionych; brytyjskie dokumenty odnotowały wzięcie do niewoli około 400 Niemców. Brytyjczycy stracili około 100 ludzi zabitych lub rannych w ataku; nie wiadomo natomiast, ilu francuskich żołnierzy zginęło w tej walce. Frankforce stracił sześćdziesiąt z 88 czołgów w ataku pod Arras.

### Kolejne operacje
Główny francuski atak na Cambrai miał miejsce 22 maja i podobnie jak atak z 21 maja, zaangażowane siły były znacznie mniejsze niż planowano. Dowódca 10 Armii, generał Robert Altmayer, powinien zaatakować siłami V Korpusu i czołgami Korpusu Kawalerii Priouxa, ale tylko pułk piechoty i dwa wyczerpane bataliony czołgów mogły zostać zebrane na czas. Dywizje pancerne ruszyły dalej, w Cambrai pozostały tylko niewielkie oddziały, a maszerujące dywizje piechoty miały się pojawić dopiero pod koniec dnia. Francuski atak dotarł do skraju Cambrai tylko po to, by zostać zatrzymanym przez Luftwaffe i zmuszonym do odwrotu.

### Rozkaz zatrzymania się

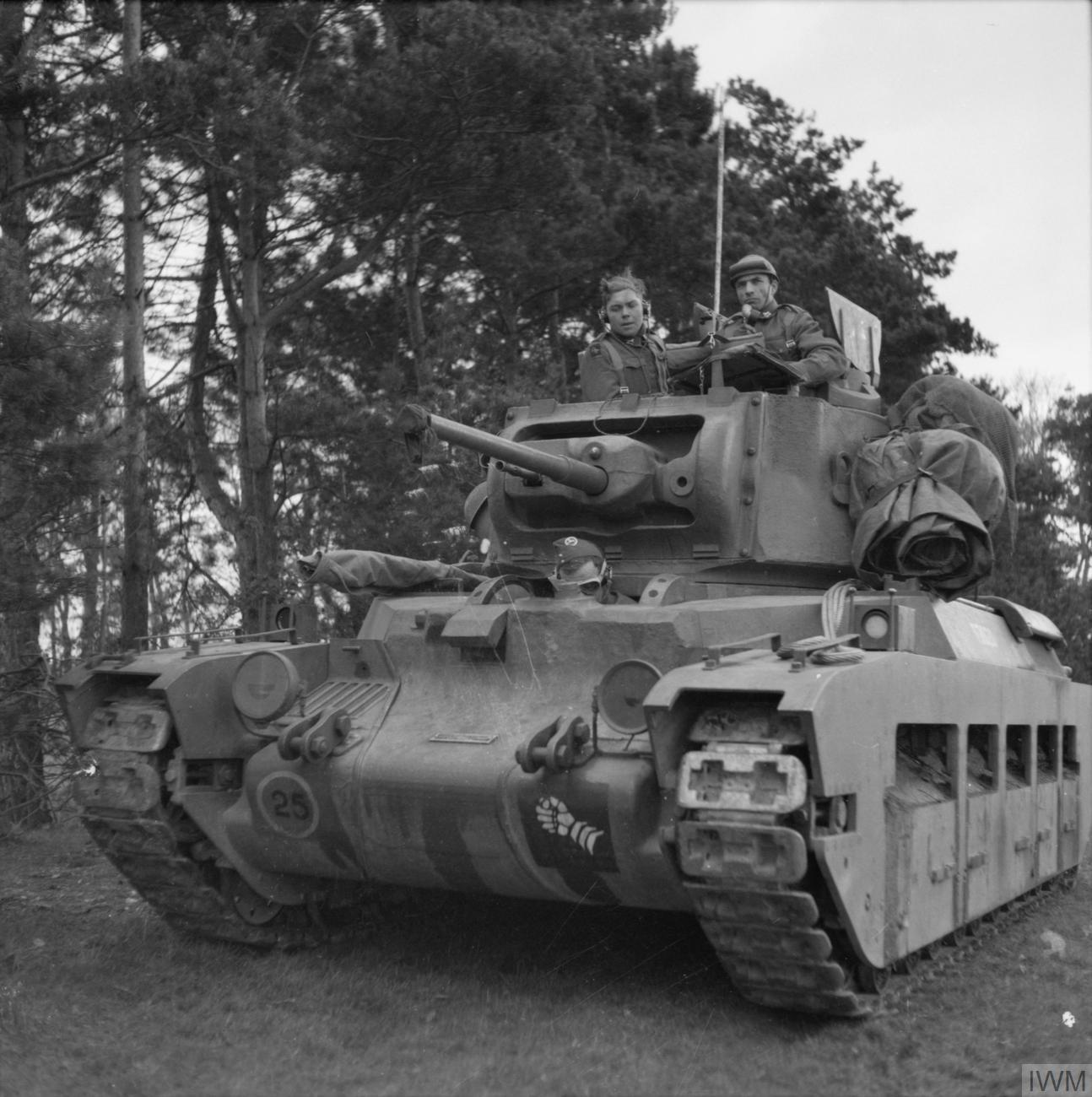
Matilda II w Wielkiej Brytanii

Frieser napisał, że francusko-brytyjski kontratak pod Arras miał nieproporcjonalny do swojej skali wpływ na Niemców, ponieważ wyżsi dowódcy Wehrmachtu obawiali się bezpieczeństwa swojej flanki. Dowódca Panzergruppe von Kleist, gen. Ewald von Kleist, dostrzegł „poważne zagrożenie” i poinformował gen. płk. Franza Haldera (szefa Sztabu Generalnego Oberkommando des Heeres), że przed kontynuowaniem natarcia musi poczekać, aż kryzys zostanie rozwiązany. Gen. płk Günther von Kluge, dowódca 4 Armii, przy wsparciu von Rundstedta, rozkazał zatrzymać czołgi. 22 maja, kiedy atak został odparty, Rundstedt nakazał opanowanie sytuacji w Arras, zanim Panzergruppe von Kleist ruszył na Boulogne i Calais. W OKW panika była jeszcze większa i 22 maja Hitler skontaktował się z Grupą Armii A, aby rozkazać wszystkim jednostkom pancernym i zmotoryzowanym operować po obu stronach Arras, a piechocie na wschodzie.
Kryzys wśród wyższych sztabów armii niemieckiej nie był widoczny na froncie i Halder doszedł do tego samego wniosku co Guderian; że prawdziwym zagrożeniem było to, iż alianci zbyt szybko wycofają się na wybrzeże i rozpocznie się wyścig do portów pod kanałem. Guderian rozkazał 2 Dywizji Pancernej zająć Boulogne, 1 Dywizji Pancernej zdobyć Calais, a 10 Dywizji Pancernej zająć Dunkierkę. Większość Brytyjskich Sił Ekspedycyjnych i francuskiej 1 Armii znajdowała się nadal 100 km od wybrzeża, ale pomimo opóźnień, wojska brytyjskie zostały wysłane z Anglii do Boulogne i Calais w samą porę, aby przeciwstawić się 22 maja dywizjom pancernym XIX Korpusu. Frieser napisał, że gdyby czołgi posuwały się z taką samą prędkością 21 maja, jak 20 maja, zanim rozkaz zatrzymania się zablokował natarcie na 24 godziny, Boulogne i Calais upadłyby. Bez postoju w Montcornet 15 maja i drugiego postoju 21 maja po bitwie pod Arras, ostateczny rozkaz zatrzymania się z 24 maja byłby nieistotny, ponieważ Dunkierka zostałaby już zdobyta przez 10 Dywizję Pancerną.

## Upamiętnienie
Tytuł bojowy Defence of Arras został przyznany jednostkom brytyjskim biorącym udział w kontrataku.